# Forest-l’Abbaye
Forest-l’Abbaye (picardisch:  Fèr-l'Abbie) ist eine nordfranzösische Gemeinde mit 314 Einwohnern (Stand 1. Januar 2022) im Département Somme in der Region Hauts-de-France. Die Gemeinde liegt im Arrondissement Abbeville und ist Teil der Communauté de communes Ponthieu-Marquenterre und des Kantons Abbeville-1.

## Geographie
Die Gemeinde an der Départementsstraße D105 nach Crécy-en-Ponthieu liegt im Ponthieu am Südrand des Walds Forêt Domaniale de Crécy rund zwölf Kilometer nördlich von Abbeville und vier Kilometer östlich von Nouvion. Das Gemeindegebiet liegt im Regionalen Naturpark Baie de Somme Picardie Maritime.

## Geschichte
In Forest besaß die Abtei Saint-Riquier ein Haus. Im 13. Jahrhundert war die Gemeinde Sitz einer Kommanderie der Templer. Der Ort wurde von 1892 bis 1951 von einer von Noyelles-sur-Mer kommenden Sekundärbahn bedient.

## Einwohner
| 1962 | 1968 | 1975 | 1982 | 1990 | 1999 | 2006 | 2011 | 2013 | 2018 | 2019 |
| ---- | ---- | ---- | ---- | ---- | ---- | ---- | ---- | ---- | ---- | ---- |
| 372  | 356  | 322  | 290  | 307  | 306  | 314  | 314  | 294  | 306  | 308  |

## Verwaltung
Bürgermeister (maire) ist seit 2008 Daniel Wallet.

## Sehenswürdigkeiten
- 1920 als Monument historique klassifizierte Kirche Nativité-de-la-Vierge aus dem 12. Jahrhundert mit romanischer Chorpartie[1]